# Louise-Gueury-Straße 410 (Mönchengladbach)

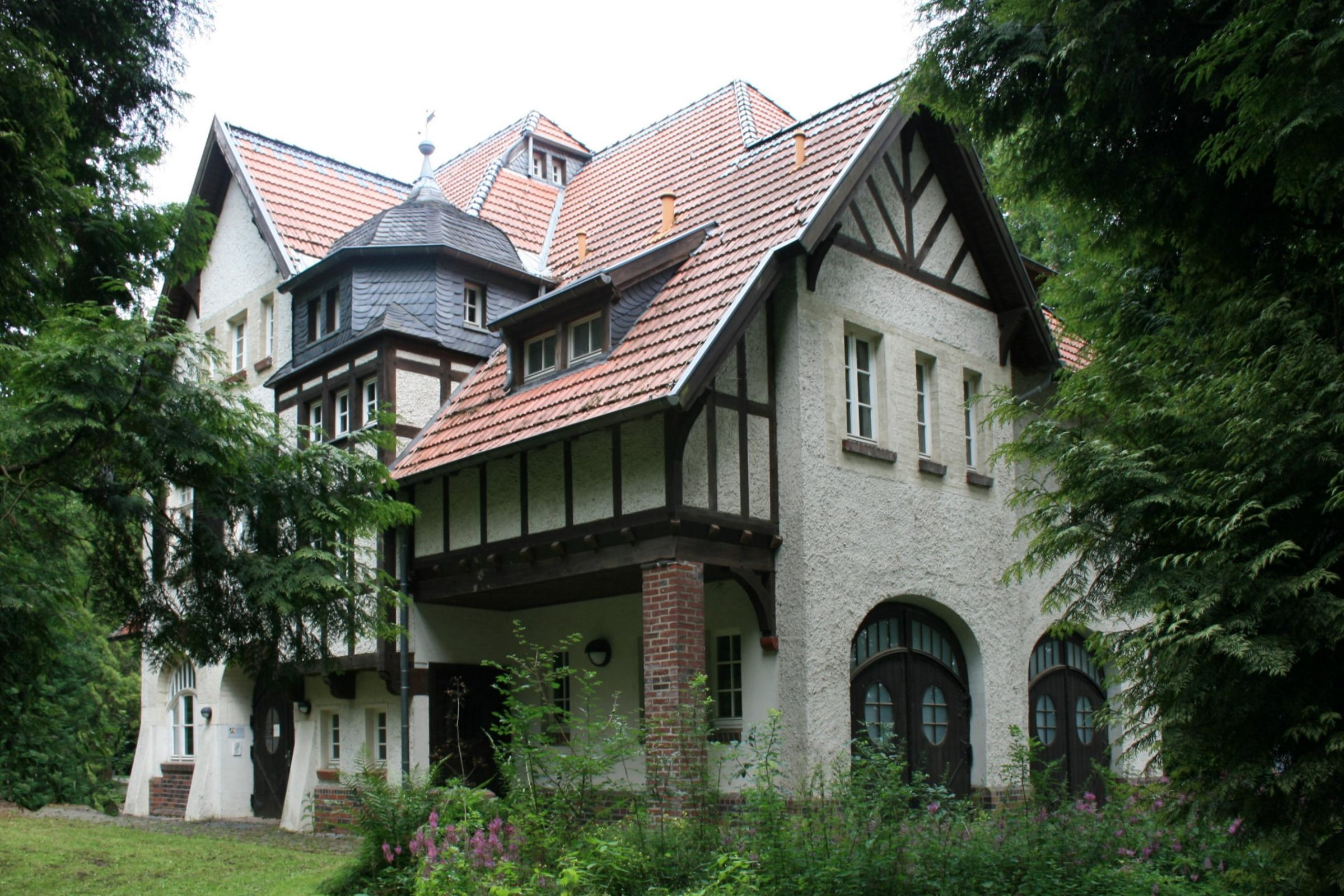
Kutscherhaus (2011)

Das Kutscherhaus Louise-Gueury-Straße 410 steht im Stadtteil Hardter Wald in Mönchengladbach (Nordrhein-Westfalen).
Das Gebäude wurde 1903/1905 erbaut. Es wurde unter Nr. L 016 am 15. Dezember 1987 in die Denkmalliste der Stadt Mönchengladbach eingetragen.

## Lage
Die Wahl des Bauplatzes für die städtische Lungenheilanstalt bedurfte aufgrund der besonderen Anforderungen genauer Planung. So fand sich ein passendes Gelände, etwa fünf Kilometer westlich des Stadtkerns, im Hardter Wald, wo insgesamt vier größere Bauten errichtet wurden. Heilstätte mit Verwaltungsgebäude, Wohlfahrtsstelle für Lungenkranke, Walderholungsstätte und Waldschule.

## Architektur
Nebst der großen Waldklinik errichtet der Magistrat auf dem Gelände der Stiftung weitere Bauten. Eines dieser zwischen 1903 und 1905 entstandenen Gebäude ist das sogenannte Kutscherhaus „ein Gebäude mit Wohnungen für drei verheiratete Angestellte“, das unweit des Haupteinganges des Klinikgeländes liegt. Das Kutscherhaus steht allseitig frei. Es ist ganz mit Rauputz überzogen und zum Teil in rot gehaltenem Fachwerk ausgeführt. Das Haus besteht aus zwei Baukörpern, einem rechtwinkeligen Hauptteil ist ein U-förmiger Anbau mit mittlerer, rechteckiger Ausbuchtung vorgelagert.
Das in Anklängen an den Burgenstil errichtete sog. Kutscherhaus ist ein typischer Bau, wie man ihn bei herrschaftlichen Bauten der Zeit gerne findet. In Anbetracht seiner Wohlbewahrtheit und im Kontext zur eigentlichen Klinik ist das Gebäude aus architektur- und sozialhistorischen Gründen schützenswert.